# 運輸及物流局
運輸及物流局（簡稱運物局，縮寫：TLB）是香港特別行政區政府決策局之一，專責對外對內交通政策事宜、物流發展事宜。

## 歷史
1981年9月，工務司署分拆為五個部門，為此布政司署新增設了地政工務科以及運輸科，其中運輸科負責香港陸路交通事務，首長為運輸司。
1997年7月1日香港回歸，決策科改為決策局，運輸科也改為運輸局，首長為運輸局局長。
2002年7月1日，運輸局被合併至環境運輸及工務局。然而該局被詬病工作量太龐大，而且環境和運輸關係不大，於是2007年7月1日該局分拆，運輸事務改由運輸及房屋局負責。
由於運輸與房屋的問題較複雜，工作量龐大，香港特區行政長官林鄭月娥於《2021年施政報告》提出分拆運輸及房屋局，設立運輸及物流局以及房屋局，2022年7月1日起實施。

## 下設部門、商營及公營機構
- 路政署
- 運輸署
- 民航處
- 香港機場管理局
- 民航意外調查機構
- 海事處
- 香港海運港口局
- 空運牌照局
- 香港鐵路有限公司
- 交通諮詢委員會
- 機場擴建工程統籌辦公室
- 香港物流發展局

## 歷任局長

### 運輸及物流局局長（2022年至今）
| № | 官員   | 就任日期      | 離任日期      |
| 1 | 林世雄 | 2022年7月1日  | 2024年12月5日 |
| 2 | 陳美寶 | 2024年12月5日 |               |

## 歷任副局長及常任秘書長

### 運輸及物流局副局長（2022年至今）
| № | 官員   | 就任日期      | 離任日期 |
| 1 | 廖振新 | 2022年7月25日 |          |

### 運輸及物流局常任秘書長（2022年至今）
| № | 官員   | 就任日期      | 離任日期      |
| 1 | 陳美寶 | 2022年7月1日  | 2024年12月4日 |
| 2 | 蔡傑銘 | 2025年4月14日 |               |

## 歷任政治助理

### 運輸及物流局政治助理（2022年至今）
| № | 官員   | 就任日期      | 離任日期 |
| 1 | 陳閱川 | 2022年8月15日 |          |

## 外部連結
- 香港特別行政區政府 運輸及物流局
- 運輸及物流局的Facebook專頁